# Matthew Gray Gubler

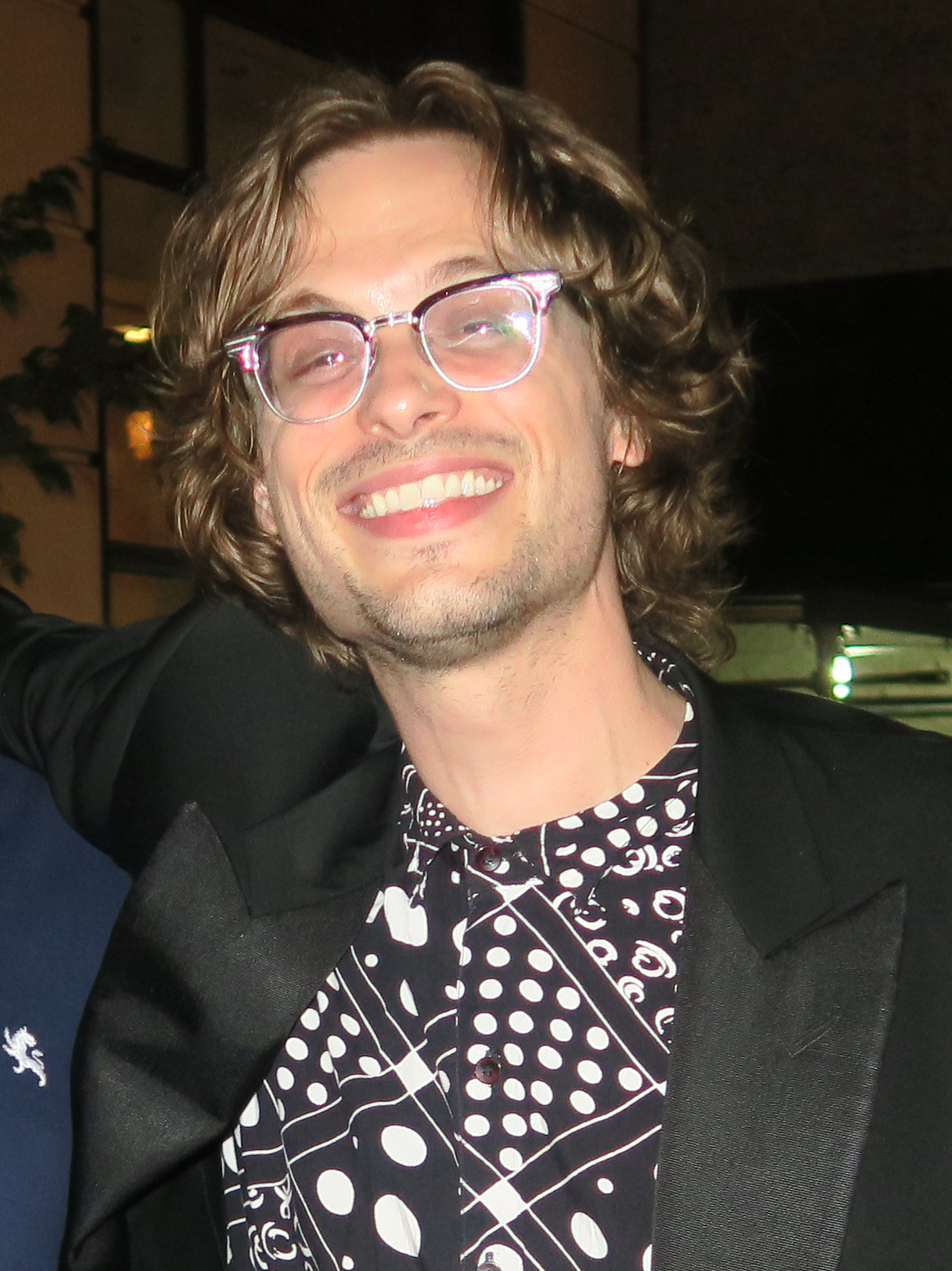
Matthew Gray Gubler (2017)

Matthew Gray Gubler (* 9. März 1980 in Las Vegas, Nevada) ist ein US-amerikanischer Schauspieler, Synchronsprecher, Regisseur, Filmemacher, Fotomodell und Maler. Bekannt wurde er durch seine Rolle als Dr. Spencer Reid in der Fernsehserie Criminal Minds.

## Leben und Karriere
Matthew Gray Gubler wurde in Las Vegas als Sohn von John Gubler, einem Rechtsanwalt und Marilyn Gubler (geb. Kelcher), einer Politikberaterin geboren, wo er die Las Vegas Academy besuchte, eine Highschool, die sich auf die Darstellenden Künste spezialisiert hat. Später studierte er an der Tisch School of the Arts in New York City, die er mit einem Regie-Master verließ.
Bereits vor seiner Schauspielkarriere wurde er als Model verpflichtet für Modelabel wie Marc Jacobs, Tommy Hilfiger, Sisley etc. Danach hatte er Nebenrollen, z. B. in den Filmen Die Tiefseetaucher und Die Chaoscamper. 2009 spielte er in einer Nebenrolle an der Seite von Zooey Deschanel und Joseph Gordon-Levitt in dem Independentfilm (500) Days of Summer mit. Gubler hat schon während seines Studiums bei diversen Filmen Regie geführt, die mehrheitlich in seiner Heimatstadt Las Vegas und New York City gedreht wurden.
Von 2005 bis 2020 spielte er in der erfolgreichen US-Serie Criminal Minds mit und hat dort bei einigen Folgen Regie geführt. Außerdem spricht er Simon in allen vier Teilen von Alvin und die Chipmunks.
Neben seiner Arbeit vor der Kamera ist Gubler auch Regisseur zahlreicher Kurzfilme und Dokumentationen. So führte er auch Regie im Musikvideo zur Single Don’t Shoot me Santa der Rockband The Killers, die wie er aus Las Vegas stammen. Außerdem ist er ein erfolgreicher Maler. Seine Zeichnungen wurden unter anderem in der Little Bird Gallery in Los Angeles ausgestellt. Außerdem schrieb und illustrierte er das Buch Rumple Buttercup: A story of bananas, belonging and being yourself welches
2019 Platz #1 auf der New York Times Bestsellerliste war. Im September 2023 erschien sein zweites Buch The Little Kid With the Big Green Hand.

## Filmografie (Auswahl)

### Als Schauspieler
- 2004: Die Tiefseetaucher (The Life Aquatic with Steve Zissou)
- 2005–2020: Criminal Minds (Fernsehserie, 324 Folgen)
- 2006: Die Chaoscamper (RV)
- 2008: Der große Buck Howard (The Great Buck Howard)
- 2008: How to Be a Serial Killer
- 2009: (500) Days of Summer
- 2011: Magic Valley
- 2012: The Beauty Inside (Fernsehserie, 2 Folgen)
- 2012: Excision
- 2014: Life After Beth
- 2015: Suburban Gothic
- 2015: Band of Robbers
- 2016: Hot Air
- 2017: Newness
- 2017: 68 Kill
- 2018: Zoe
- 2019: Love Again – Jedes Ende ist ein neuer Anfang (Endings, Beginnings)
- 2019–2022: Dollface (Fernsehserie, 7 Folgen)
- 2020: Horse Girl
- 2021: King Knight

### Als Regisseur
- 2001: Claude: A Symphony of Horror
- 2001: Dead or Retarded
- 2004: The Cactus That Looked Just Like a Man
- 2005: Matthew Gray Gubler’s Life Aquatic Intern Journal
- 2006: Whirlwind Heat’s Musikvideo für Reagan
- 2007: The Killers’ Musikvideo für Don’t Shoot Me Santa
- 2006: Matthew Gray Gubler: The Unauthorized Documentary (5 Folgen)
- 2006: Matthew Gray Gubler: The AUTHORIZED Documentary
- 2010–2018: Criminal Minds (12 Folgen)
- 2015: The Killers’ Musikvideo für Dirt Sledding

### Als Synchronsprecher
- 2007: Alvin und die Chipmunks – Der Kinofilm (Alvin and the Chipmunks, als Simon)
- 2009: Alvin und die Chipmunks 2 (Alvin and the Chipmunks: The Squeakquel, als Simon)
- 2011: All-Star Superman (als Jimmy Olsen)
- 2011: Alvin und die Chipmunks 3: Chipbruch (Alvin and the Chipmunks: Chipwrecked, als Simon)
- 2014: Batman: Assault on Arkham (als Edward Nigma/The Riddler)
- 2015: Alvin und die Chipmunks – Road Chip (Alvin and the Chipmunks: The Road Chip, als Simon)

## Werk
- Rumple Buttercup: A Story of Bananas, Belonging, and Being Yourself, Random House Books for Young Readers, 2019, ISBN 978-0525648444
- The Little Kid With the Big Green Hand, Amulet Books, 2023 ISBN 978-1419771224 (erscheint am 28. September 2023)